# Prix Alfred-Mortier
Le prix Alfred-Mortier, de la fondation du même nom, est un ancien prix biennal indivisible de littérature, décerné de 1940 à 1944 par l'Académie française et « destiné à récompenser la pièce de théâtre la plus originale, la plus neuve, parmi celles présentées sur une scène « à côté » ou irrégulière ».
Alfred Mortier, né le 9 juin 1865 à Baden-Baden (Grand-duché de Bade) et mort à Paris dans le 17e arrondissement le 24 octobre 1937, est un journaliste et écrivain français. 

## Lauréats
- 1940 : Georges Delaquys pour La naissance de Tristan
- 1942 : Gaston Guillard et Henri Rambaud pour Béatrice ou la Folle épreuve
- 1944 : Jacques Zanuso pour Le pain de notre vie